# Echiochilon pulvinatum
Echiochilon pulvinatum là loài thực vật có hoa trong họ Mồ hôi. Loài này được A.G.Mill. & L.Urb. mô tả khoa học đầu tiên năm 2004.